# Киевские отклики
«Киевские отклики» — газета, що видавалася російською мовою в Києві у 1898–1906. Офіційними видавцями були Іван Лучицький і Євген Кивлицький, згодом — О.Рузький і М.Требінська (Лучинська). Редакторами в різний час були І.Лучицький, В.Науменко, О.Саліковський, М.Василенко. Співробітниками — Симон Петлюра, Сергій Єфремов, Богдан Кістяківський, Михайло Могилянський, Олена Пчілка, І. Стешенко та ін. Багато уваги в газеті приділялося українській тематиці. 1905 року тираж сягав до 25 тисяч примірників. Заборонена в січні 1906 року наказом міністра внутрішніх справ М. Дурново. З 1906 замість «Киевских откликов» почала виходити газета «Киевские отголоски», а згодом «Киевские вести» (до 1910).